# Plesionika antigai
Plesionika antigai är en kräftdjursart som beskrevs av Zariguiey Alvarez 1955. Plesionika antigai ingår i släktet Plesionika och familjen Pandalidae. Inga underarter finns listade i Catalogue of Life.